# Fiat 125 Centurión
El Fiat 125 Centurión, es un automóvil de carreras que tiene como base el modelo Fiat 125, el diseño fue creado por Jaime Bunster en el año 1989.

## Historia
En 1989 los pilotos de la categoría Monomarca Fiat 125, una de las categorías más populares de autos carrozados en Chile durante la década de los 80s, quisieron darle una nueva presentación a sus vehículos, debido a que el campeonato sería transmitido a todo el país y fue una de las exigencias de Televisión Nacional de Chile, el canal que estuvo interesado en el proyecto, puesto que encontraban algo anticuadas las carrocerías de los Fiat 125, en eso se dedicaron como categoría, trabajar para cambiarles el aspecto a sus autos por algo más llamativo e innovador, por eso decidieron cambiarle la parte delantera del auto por una trompa de fibra de vidrio y la parte trasera con una carlinga que venía desde el techo, cubriendo los vidrios traseros y desembocaba en 45° hasta la maleta, al resto de la maleta se le colocaba un alerón en que en los costados de este, por reglamento, colocaban el número correspondiente a cada auto, dando a lo lejos un aspecto de vehículo station wagon, pero manteniendo la mecánica del Fiat 125.
Jaime Bunster e Ignacio Mujica organizadores del campeonato, al ver que la categoría estaba innovada estéticamente hablando, decidieron cambiarle el nombre a "TC2000 Centurión" el nombre TC2000 fue inspirado en su símil del campeonato Argentino por la forma estética que presentaban los autos y Centurión por el nombre con el que fue bautizado el vehículo en el momento de su transformación, teniendo como patrocinador oficial a Procomsa y Martín Ferrer, después de 10 disputadísimas fechas, se corona campeón de la temporada.
Al año siguiente, se fusiona con la categoría Lada Samara, creando la categoría Fuerza Libre en donde también iba a participabar el Alfa Romeo de Alejandro Schmauck, pero al final el campeonato fue cancelado por problemas de organización.
En 1992 es el regreso de este vehículo al automovilismo Chileno en la categoría Súper Turismo, precisamente por Bunster y Mujica que corrían en sendos vehículos, y desde la cuarta fecha, Martin Ferrer se une con otra unidad, con el cual se corona campeón ganando 6 fechas de 10, y el año siguiente, se suma otra unidad a cargo de Pablo Agostini.
El último año de competición de este vehículo, es en 2005, cuando Jaime Bunster participa en la serie TC2000. Posteriormente se da el paso a otros vehículos más modernos para que renueven la categoría.

## Equipos y Pilotos TC2000 Centurión "Procomsa" 1989
| N.º | Piloto                | Ciudad       | Patrocinador                                                                             |
| --- | --------------------- | ------------ | ---------------------------------------------------------------------------------------- |
| 1   | Andrés Cheyre         | Santiago     | Silipress Silicona Automovilística                                                       |
| 2   | Jaime Bunster         | Santiago     | Liqui Moly - Rossignol Sport Wear - Bugatti Cologne - Bosch - Zapatillas Converse        |
| 4   | Jorge Greene          | Santiago     | Mobil 1 - Diario La Tercera - Resortes TAF                                               |
| 5   | Ignacio Mujica        | Santiago     | Laboratorios Byly - Wynn´s - Torco - Comercial Yago S.A. - Servifren - Diario La Tercera |
| 6   | Marcelo Aniballi      | Santiago     | Ingeser                                                                                  |
| 7   | Martín Ferrer         | Santiago     | Fluocaril - Topper - Álvaro Casanova Maquinarias - Black & Decker                        |
| 8   | Ramón Torres          | Los Andes    | Jeans Cheldiz                                                                            |
| 9   | Ronald Küpfer         | Santiago     | Automotora Suiza                                                                         |
| 10  | Gabriel Délano        | Santiago     | Fila                                                                                     |
| 11  | Alejandro Bunster     | Santiago     | Liqui Moly - Rossignol Sport Wear - Bugatti Cologne - Bosch - Zapatillas Converse        |
| 12  | Sebastián Bunster     | Santiago     | Liqui Moly - Rossignol Sport Wear - Bugatti Cologne - Bosch - Zapatillas Converse        |
| 14  | Gonzalo Carbonell     | Santiago     | Radio Santiago                                                                           |
| 15  | Roberto Lanzarini     | Santiago     | Maeva - TDK - Abada Grúas                                                                |
| 16  | Benito Abramovich     | Santiago     | Importadora BAN - Mecánica Estrella Competicion                                          |
| 17  | Cristián Marín        | Santiago     | Color´s de Benetton                                                                      |
| 18  | Lino Orueta           | Rancagua     | Staroup                                                                                  |
| 19  | Giovanni Rolle        | Santiago     | Café Universitario                                                                       |
| 20  | Jorge Donoso          | Santiago     | Donoso Ltda.                                                                             |
| 21  | Jorge Agurto          | Santiago     | WD-40                                                                                    |
| 22  | Juan Carlos Carbonell | Santiago     | Radio Santiago                                                                           |
| 23  | Lorenzo Rolle         | Santiago     | Café Universitario                                                                       |
| 26  | Javier Barría         | Punta Arenas | Automotora Hoopers                                                                       |
| 28  | Cristóbal Geyger      | Santiago     | Color´s de Benetton - Bosch                                                              |

TEMPORADA
| Fº   | Día              | Circuito                | Ciudad   | Ganador             |
| ---- | ---------------- | ----------------------- | -------- | ------------------- |
| 1.º  | 27 de mayo       | Autódromo Las Vizcachas | Santiago | Martín Ferrer       |
| 2.º  | 10 de junio      | Autódromo Las Vizcachas | Santiago | Ramón Torres        |
| 3.º  | 15 de julio      | Autódromo Las Vizcachas | Santiago | Alejandro Bunster   |
| 4.º  | 12 de agosto     | Autódromo Las Vizcachas | Santiago | Alejandro Bunster 1 |
| 5.º  | 9 de septiembre  | Autódromo Las Vizcachas | Santiago | Alejandro Bunster   |
| 6.º  | 23 de septiembre | Autódromo Las Vizcachas | Santiago | Martín Ferrer 2     |
| 7.º  | 14 de octubre    | Autódromo Las Vizcachas | Santiago | Martín Ferrer       |
| 8.º  | 4 de noviembre   | Autódromo Las Vizcachas | Santiago | Martín Ferrer       |
| 9.º  | 25 de noviembre  | Autódromo Las Vizcachas | Santiago | Jaime Bunster       |
| 10.º | 9 de diciembre   | Autódromo Las Vizcachas | Santiago | Martín Ferrer       |